# Tantra (groupe italien)
Pour les articles homonymes, voir Tantra (groupe).
Tantra est un groupe italien d'Italo disco et funk, actif entre 1979 et 1982.

## Histoire
Celso Valli est le producteur et membre principal du groupe. Dans une interview, il se souvient de cette expérience comme suit : « Tantra était ma première production. Les labels me considéraient comme un fou. Comment était-il possible d'imaginer qu'on aurait pû concurrencer les Américains avec un son qui n'avait rien à voir avec notre tradition ? En réalité, on avait l'ADN de la dance dans le sang, ça venait des nuits dans les discothèques. On savait comment faire danser les gens, il nous suffisait d'adapter cette sensibilité aux sons du funk et on avait conquis le monde. »
Le premier single sorti est Hills of Kathmandu (sous le label DDD - La Drogueria di Drugolo). Influencé par le mode opératoire en vogue de Giorgio Moroder, le disque est réalisé par Brian Gardner, l'un des ingénieurs de mastering les plus actifs du hip-hop américain. Il s'agit probablement du titre le plus célèbre de Tantra, qui est resté dans le classement Billboard pendant 45 semaines. Patrick Cowley en fait un remix (sorti à titre posthume en 1988).
En 1980, Mother Africa sort. Cette œuvre, comparée à la précédente, a un style plus funk mêlé à des éléments de rock progressif. Parmi les auteurs des paroles se trouve Alan Taylor, ancien membre de Ping Pong (groupe dont Valli était le claviériste).

## Discographie
- 1979 : Hills of Katmandu
- 1980 : Mother Africa
- 1980 : The Double Album
- 1982 : Tantra II